# François-Hubert Drouais
François-Hubert Drouais (* 14. Dezember 1727 in Paris; † 21. Oktober 1775 ebenda) war ein französischer Maler von Porträts.

## Leben
Er wurde als Sohn des erfolgreichen Porträtmalers Hubert Drouais geboren, der ihn zunächst ausbildete. Danach wurde er Schüler von Donat Nonotte, Carle van Loo, Charles-Joseph Natoire und François Boucher.
Ab 1757 erhielt er Aufträge aus der französischen Königsfamilie. Besonders der Erfolg eines Bildnisses der beiden Söhne des Dauphins sicherte ihm zeit seines Lebens königliche Aufträge. Er blieb generell mit Kinderporträts gefragt und beliebt.
1758 wurde er in die Académie Royale de Peinture et de Sculpture aufgenommen.
Bekannt wurden außerdem Porträts von Mitgliedern des königlichen Hofes, unter anderem den Töchtern Ludwig XV. (1762/63), der Madame de Pompadour (1763–1764), Madame du Barry (1768–1774) sowie von Ludwig XV. selbst aus dem Jahr 1772.
Anders als andere Maler seiner Zeit – wie Maurice-Quentin de La Tour – wandte er keinen psychologischen Blick auf seine Modelle an, sondern betonte eine detaillierte, illusionistische Wiedergabe von Stoffen und Spitzen. Seine Porträtierweise galt als schmeichelhaft. Häufig nutzte er eine ländliche Umgebung, in der sich seine Modelle ungezwungener verhalten konnten.
Er war der Vater von Germain-Jean Drouais.

## Gemälde (Auswahl)

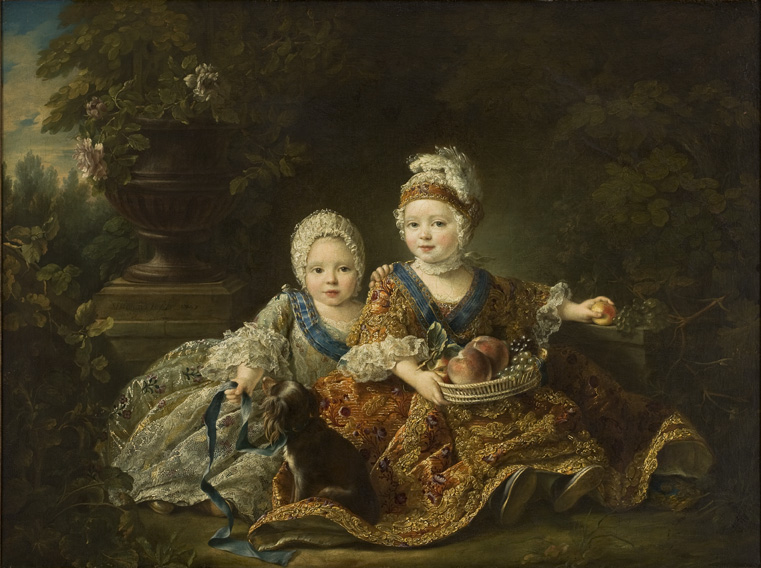
Der Herzog von Berry (rechts) und der Graf der Provence (Ludwig XVIII.), 1757
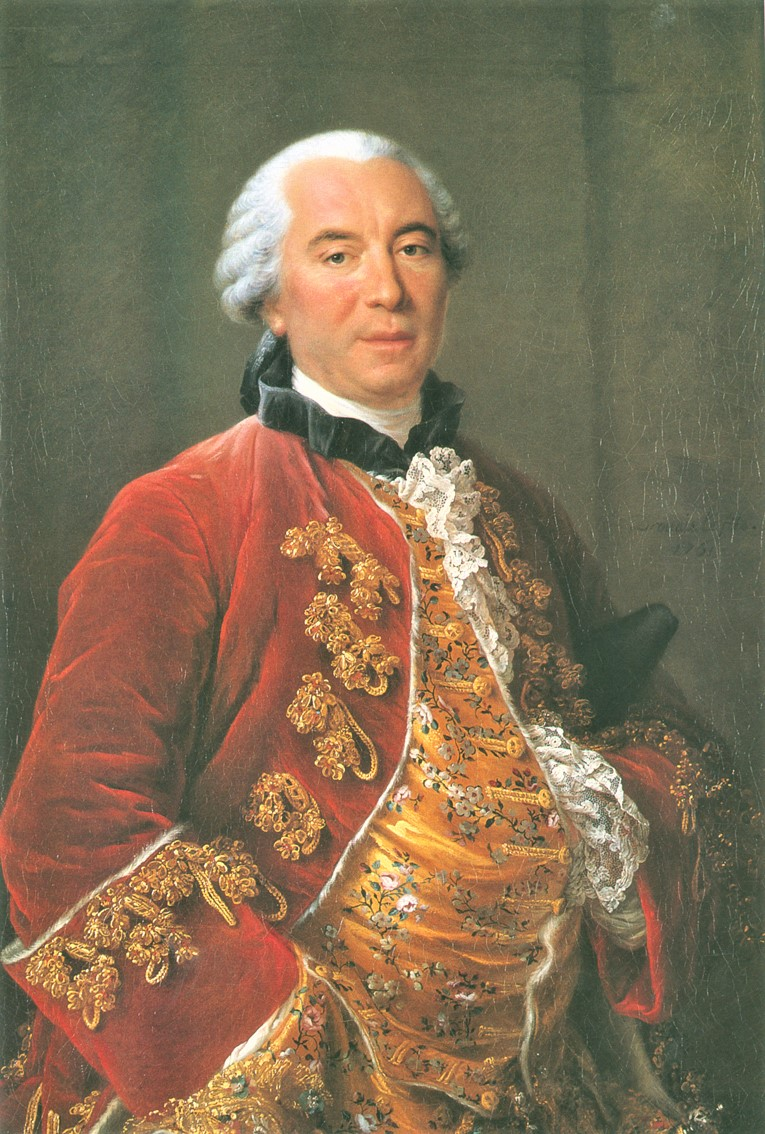
Porträt de Buffon (1753)
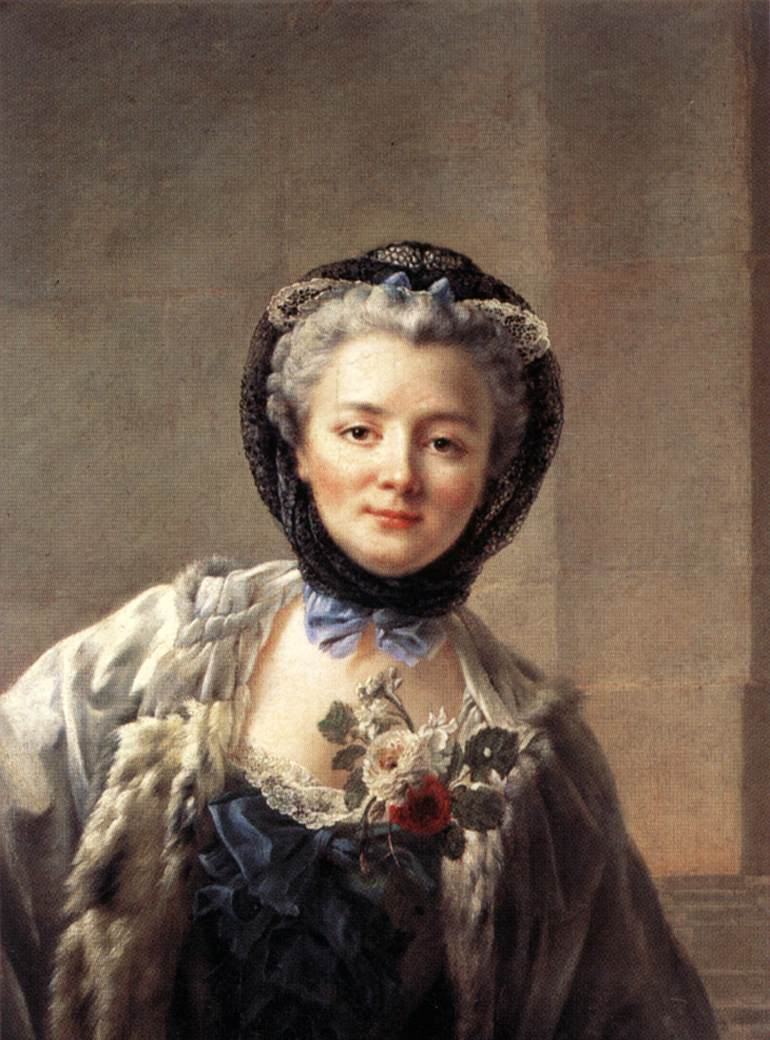
Madame Drouais (1758). (Musée du Louvre, Paris)
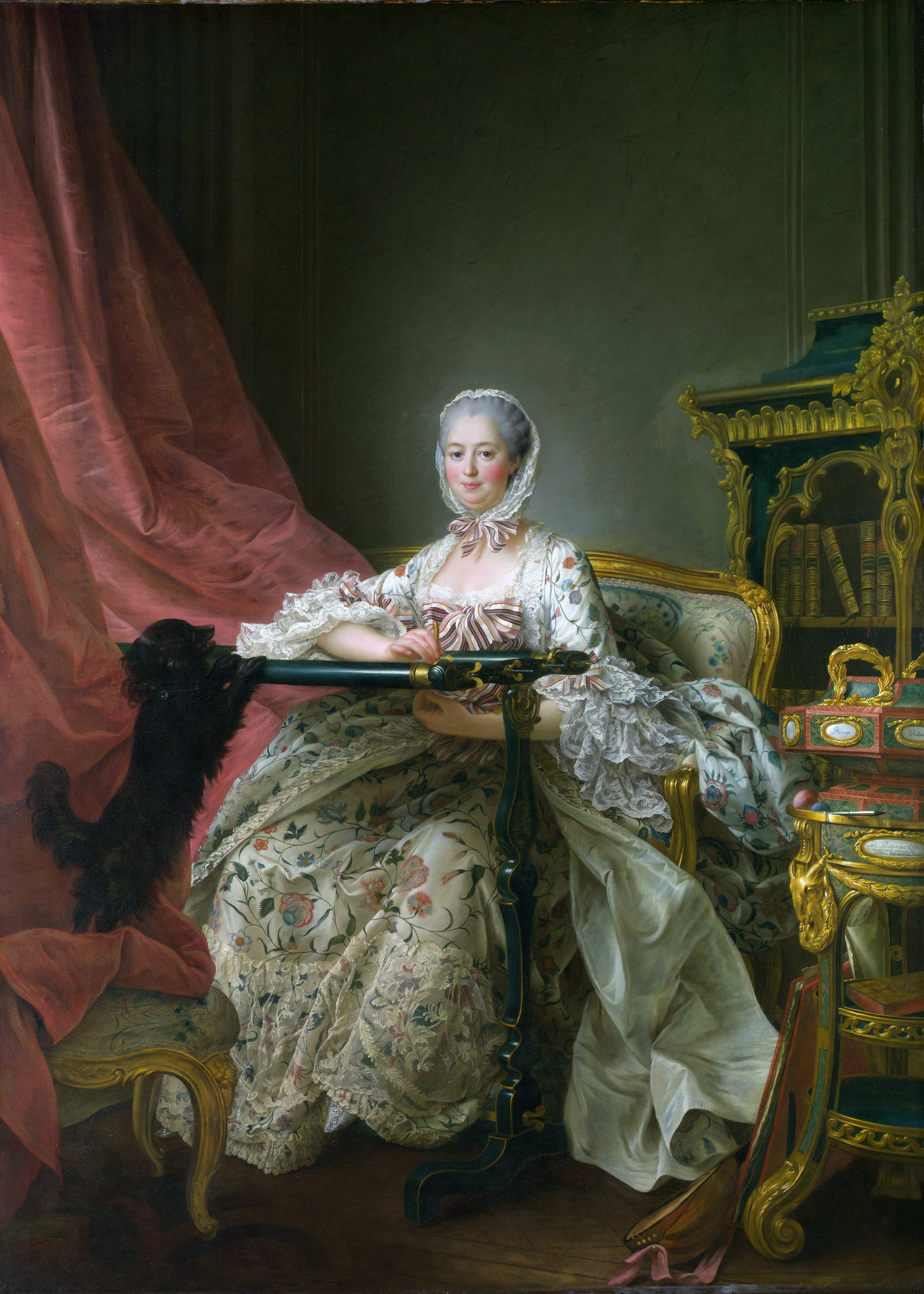
Madame de Pompadour (1763–1764)
Sabine Gräfin von Bassewitz (1716–1790)
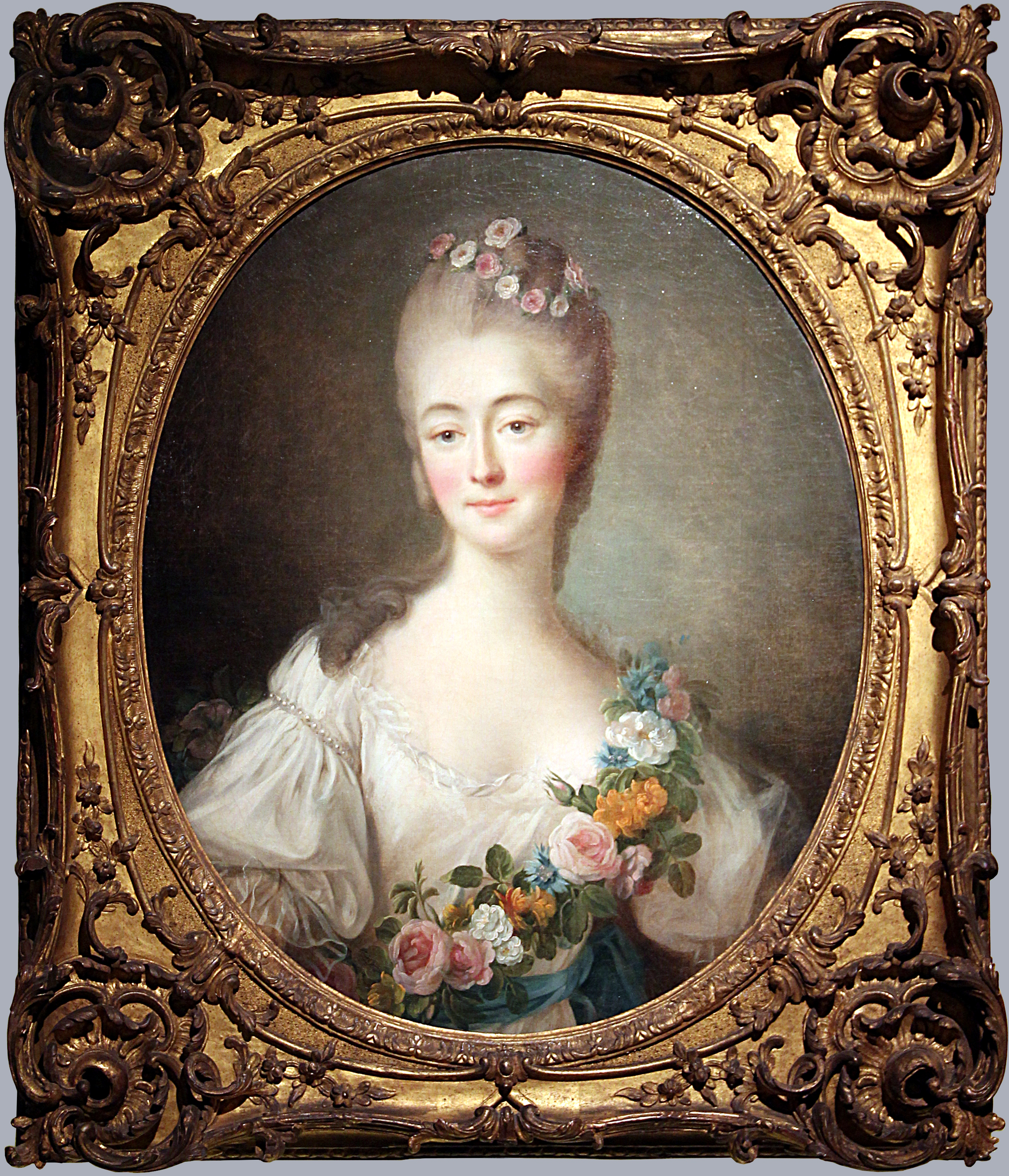
Comtesse Du Barry, (1769)